# ولادیسلاو پولیاکوف
ولادیسلاو پولیاکوف (به انگلیسی: Vladislav Polyakov) (زادهٔ ۳۰ نوامبر ۱۹۸۳) شناگر اهل قزاقستان است.